# جوزيف د. كيلي
جوزيف د. كيلي (بالإنجليزية: Joseph D. Kelly)‏ هو محامي وقاضي وسياسي أمريكي، ولد في 1887، وتوفي في 1953. حزبياً، نشط في الحزب الديمقراطي. وقد انتخب عضو جمعية ولاية نيويورك وانتخب عضو مجلس ولاية نيويورك.